# Stanislas Drapeau
 (décembre 2020).
Si vous disposez d'ouvrages ou d'articles de référence ou si vous connaissez des sites web de qualité traitant du thème abordé ici, merci de compléter l'article en donnant les références utiles à sa vérifiabilité et en les liant à la section « Notes et références ».
Pour les articles homonymes, voir Drapeau (homonymie).
Stanislas Drapeau (né à Québec en 1821 et mort à Pointe-Gatineau le 21 juillet 1893) est un journaliste, un éditeur, un fonctionnaire et un écrivain canadien.

## Biographie
Natif de Québec, il fait ses études au séminaire de Québec et dans les écoles d'Antoine Légaré. Devenu l'assistant de Napoléon Aubin au journal Le Fantasque, il corrige ses textes alors que celui-ci est jeté prison en 1839 avec Adolphe Jacquies.
Dans les années 1840, Drapeau devient un rédacteur influent pour Le Canadien. Il collabore avec René-Édouard Caron et Marc-Aurèle Plamondon, achète l'imprimerie de James Huston et publie l'un des premiers ouvrages de Charles Chiniquy. Parallèlement, il s'occupe à la direction de plusieurs revues, dont la Quebec Shipping Gazette, Le Ménestrel et la Revue canadienne.
Après un séjour à Montréal, il revient vers Québec en 1847, où il imprime des œuvres religieuses pour Augustin Côté, Octave Crémazie et Joseph-Édouard Cauchon, alors journalistes du journal de Québec. Drapeau aide aussi à publier les revues l’Ordre social et l’Ami de la religion et de la patrie. 
Membre de l'Institut canadien de Québec, ses nombreuses publications ont été utilisées par Joseph-Charles Taché et par d'autres historiens pour compiler des statistiques sur divers sujets historiques. Il avait exigé en 1858 que l'on poursuive les travaux de colonisation dans le Canada-Est. 
Pour un temps, il est à l'emploi de l'évêché pour fonder Le Courrier du Canada. Il négocie avec Jean-Docile Brousseau et Hector-Louis Langevin pour conclure l'entente. Cependant, il préfère suivre Narcisse-Fortunat Belleau pour œuvrer dans L'Islet et coloniser le territoire. Il publie les résultats de ses recherches avec Léger Brousseau en 1863.
En 1866, Drapeau s'intéresse à l'archéologie, lorsque des historiens affirment avoir découvert des pistes menant vers le tombeau de Samuel de Champlain. Il discute longuement avec Charles-Honoré Laverdière et Henri-Raymond Casgrain à l'occasion des fouilles. À l'époque, il mène aussi le chœur de la basilique d'Ottawa.
Dans les années 1870, Drapeau lance un projet historique destiné à recenser les institutions caritatives canadiennes depuis les origines. Il lance un premier livre dédié au gouverneur-général lord Blackwood, mais doit abandonner devant le manque d'enthousiasme. 
À Ottawa, il  lance une nouvelle revue en 1876 appelée Le Foyer domestique, qui réunit d'illustres collaborateurs mais qui cesser de générer des revenus en 1879. Après une réorganisation de l'entreprise, la revue gagne en popularité et a un tirage estimé de 50 000 abonnés et publie jusqu'en 1890 après maintes tentatives de relancement.
En 1889, Drapeau lance un journal politique intitulé Le Drapeau national, un projet qui lui était cher depuis longtemps. Il correspond avec Joseph-Adolphe Chapleau et Honoré Mercier et tente de rivaliser avec Gustave Desaulniers. Cependant, en raison de sa vieillesse, il préfère se retirer vers la campagne avec son beau-frère le curé et meurt à Pointe-Gatineau le 21 juillet 1893 à l'âge de 71 ou 72 ans. 
De son vivant, son ami Charles Thibault a publié sa biographie en 1891. Très curieux et gestionnaire de premier plan, son travail dans l'imprimerie fera de lui une figure marquante dans la littérature nationale canadienne naissance.